# Clinton (Nowy Jork)
Clinton – wieś w USA, w stanie Nowy Jork. W Clinton 15 lutego 1845 urodził się Elihu Root, amerykański prawnik i polityk, laureat Pokojowej Nagrody Nobla.